# Kurt von Wilmowsky
Adolf Wilhelm Kurt Freiherr von Wilmowsky (* 7. Mai 1850 in Merseburg; † 6. August 1941 in Jena) war ein deutscher Rittergutsbesitzer, Chef der Reichskanzlei, Oberpräsident der Provinz Schleswig-Holstein und Landeshauptmann der Provinz Sachsen.

## Leben
Die Familie Wilmowsky (auch Wilmowski) wurde 1558 von König Sigismund II. August von Polen in den polnischen Adelsstand erhoben. 1561 erhielten Angehörige des Geschlechts einen böhmischen Wappenbrief.
Kurt von Wilmowsky war der Sohn von Karl von Wilmowski (1817–1893), 1869–1888 Chef des Geheimen Zivilkabinetts von Kaiser Wilhelm I. und Mitglied des Preußischen Herrenhauses, der 1888 in den erblichen Freiherrenstand im Königreich Preußen erhoben wurde, und Anna Freifrau von Wilmowsky geb. von Seebach († 1895) auf Marienthal. Gustav von Wilmowski war sein Onkel.
Wilmowsky besuchte das französische Gymnasium in Berlin, wo er am 10. September 1867 die Reifeprüfung ablegte. Er studierte Rechtswissenschaften an den Universitäten Lausanne, Heidelberg und Berlin. Nach der ersten Staatsprüfung am 26. Juli 1870 begann von Wilmowsky eine Beamtenlaufbahn als Kammergerichts-Referendar. 1876 wurde er nach dem bestandenen 2. Staatsexamen zum Gerichts-Assessor ernannt und arbeitete ab 1877 als Regierungs-Assessor in Hannover. Anschließend wurde er Amtmann in Norden (Ostfriesland). 1891 wurde er zum Geheimen Oberregierungsrat befördert und arbeitete als Mitglied der Ansiedlungskommission für Posen und Westpreußen sowie im Ausschuss für Hochwasserfragen. Ab 1894 diente in Berlin er als Chef der Reichskanzlei unter Reichskanzler Chlodwig zu Hohenlohe-Schillingsfürst. Im Jahre 1895 wechselte er als Vortragender Rat an das preußische Landwirtschaftsministerium.
1896 wurde der Rechtsritter des Johanniterordens, am 24. Juni in der Johanniterkirche zu Sonnenburg, gemeinsam mit Ferdinand Graf Zeppelin u. a. Die Aufnahme in die Kongregation als Ehrenritter war bereits 1886.
1901 wurde von Wilmowsky zum Oberpräsidenten der Provinz Schleswig-Holstein ernannt. Von 1906 bis 1908 war er Oberpräsident der Provinz Sachsen in Magdeburg. Von 1908 bis 1921 amtierte er als Landeshauptmann der Provinz Sachsen.
Im Jahr 1919 wurde von Wilmowsky Mitglied der Akademie gemeinnütziger Wissenschaften zu Erfurt.
Aus besonderem königlichen Vertrauen wurde er durch Allerhöchsten Erlass vom 16. Juni 1913 auf Lebenszeit in das Preußische Herrenhaus berufen. Dieses Mandat endete mit der Novemberrevolution 1918. Im Herrenhaus war er Fraktionsführer der Konservativen. Am 28. Dezember 1915 wurde er Kreisdeputierter im Kreis Eckartsberga. 1918 wurde er Mitglied der DNVP. Für diese wurde er in den Provinziallandtag der Provinz Sachsen gewählt. Dieser wählte ihn 1921 in den Preußischen Staatsrat, dem er als Alterspräsident auf der konstituierenden Sitzung vorstand. Dem Staatsrat gehörte er bis zum 31. Dezember 1928 an. Er war stellvertretender Vorsitzender des Verfassungsausschusses der Staatsrates.
Von Wilmowsky heiratete am 28. Mai 1877 Auguste von Wilke (* 7. April 1856), die Tochter des Hermann Karl von Wilke (Generalkonsul in London und Geheimer Legationsrat im Auswärtigen Amt) und der Sidonie von Wilke geb. Nuglisch. 1893 übernahm er von seinen Eltern das Rittergut Marienthal mit Schloss Marienthal in der Nähe von Eckartsberga in der Provinz Sachsen. Um 1920 benennt der Gotha eine Marienthaler Besitzgröße mit den Nebengütern Burgholzhausen und Lindenberg von 805 ha. Sein Sohn Tilo von Wilmowsky war Agrarpolitiker der Deutschnationalen Volkspartei und nach seiner Heirat mit Barbara Krupp stellvertretender Aufsichtsratsvorsitzender der Friedrich Krupp AG. Sein zweitgeborener Sohn Friedrich von Wilmowsky wurde Generalleutnant und war als solcher bis 1945 aktiv.